# Kawasaki Frontale
Kawasaki Frontale (川崎フロンターレ Kawasaki Furontāre?) es un club de fútbol profesional japonés que juega en la J1 League. Está ubicado en la ciudad de Kawasaki, en la prefectura de Kanagawa, al sur de Tokio, y disputa sus partidos como local en el Estadio Todoroki Kawasaki.
El equipo fue fundado en 1955 como el club de la empresa Fujitsu y en 1997 fue reorganizado como Kawasaki Frontale para ingresar en el fútbol profesional japonés. El escudo y los colores sociales —azul, blanco y negro— están inspirados en un equipo brasileño, el Grêmio de Porto Alegre.
Frontale cuenta en su palmarés con cuatro campeonatos de la J1 League, dos Copas del Emperador, tres Supercopas de Japón y una Copa J. League. Sus mayores rivales son el F. C. Tokyo, con quien disputa el «Clásico de Tamagawa», y el Yokohama F. Marinos, con el que juega el llamado «Derbi de Kanagawa».

## Historia

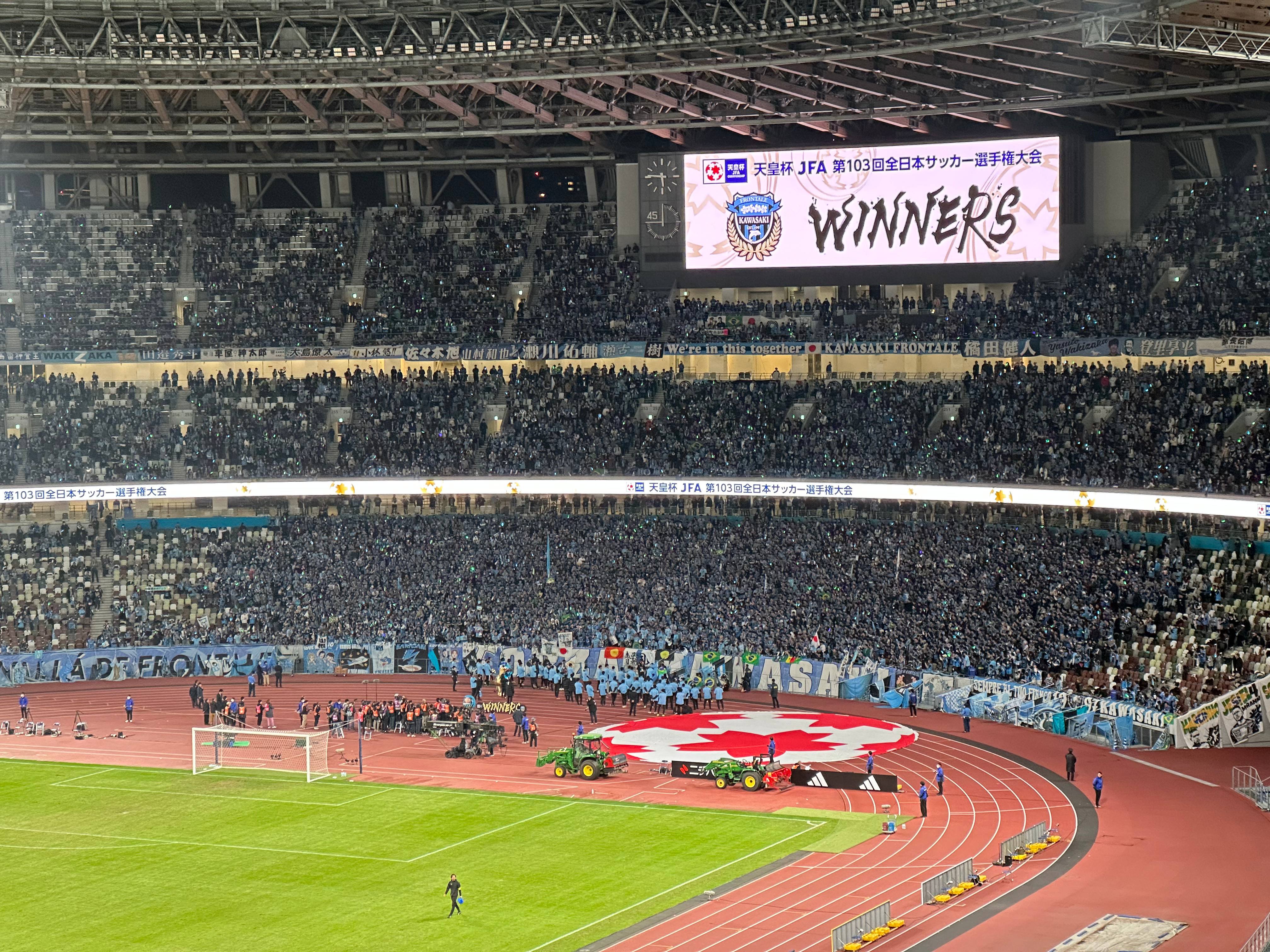
La afición de Kawasaki Frontale celebra la Copa del Emperador conquistada en 2023.

El equipo fue fundado en 1955 como el club de fútbol de la empresa Fujitsu. Durante tres décadas formó parte de la Japan Soccer League (JSL) y se asentó en la ciudad de Kawasaki junto a otros clubes como Yomiuri, Toshiba y el extinto Nippon Kokan. Su mayor logro en esa época fue un campeonato de Segunda División en la temporada 1976.
La situación del club cambió con la creación en 1992 de la nueva liga profesional —J. League—. A raíz de su éxito, el club se reorganizó en 1997 para desligarse de Fujitsu y convertirse en el actual Kawasaki Frontale. Su nombre proviene del italiano y significa tanto «frontal» como «primera clase», mientras que el escudo y los colores sociales están inspirados en un equipo brasileño, el Grêmio de Porto Alegre, con el que establecieron un acuerdo de colaboración. Permaneció dos años en la JSL hasta ser aceptado en la J. League a partir de la temporada 1999.
Kawasaki Frontale fue campeón de segunda división en su primer año y logró ascender a la J1 League, pero solo permaneció un curso en la élite. El club tardó cuatro años en retornar a la máxima categoría, proclamándose vencedor de la temporada 2004, y desde entonces se ha mantenido en la J1 League. Gracias al traslado del Verdy Kawasaki a Tokio en 2001, Frontale fue consolidando una base de aficionados no solo en su propia ciudad sino en toda la prefectura de Kanagawa.
La estancia en el banquillo de Takashi Sekizuka mejoró los resultados del club. Durante los cinco años que estuvo al frente, Kawasaki Frontale quedó subcampeón de liga en tres ocasiones (2006, 2008 y 2009) y disputó por primera vez la Liga de Campeones de la AFC. Aquel equipo, que combinaba talento japonés con internacionales brasileños, contaba con destacados nombres como Kengo Nakamura, Juninho y Jong Tae-se.
Después de varias ediciones sin resultados destacables, Kawasaki Frontale estableció una dinastía a finales de la década de 2010 con cuatro campeonatos de J1 League en cinco temporadas, bajo la dirección del entrenador Tōru Oniki. El primer título llegó en la edición 2017 y le siguieron los campeonatos de 2018, 2020 y 2021. También se proclamó vencedor de la Copa del Emperador (2020 y 2023) y de la Copa J. League 2019. En todo ese tiempo el club vio surgir a los internacionales japoneses Kaoru Mitoma y Ao Tanaka, y también contó con figuras destacadas como Leandro Damião, Shōgo Taniguchi, Akihiro Ienaga y Yoshito Ōkubo.

## Uniforme
Kawasaki Frontale viste un uniforme azul cielo con pantalón y medias negras. La segunda equipación es blanca con detalles en azul. La combinación de colores —azul, negro y blanco— está inspirada en un club de fútbol brasileño, el Grêmio de Porto Alegre, con el que han mantenido una estrecha relación desde su refundación en 1997. El fabricante es la empresa alemana Puma y el patrocinador principal es Fujitsu.
| 1999 |  | Actual |

## Estadio

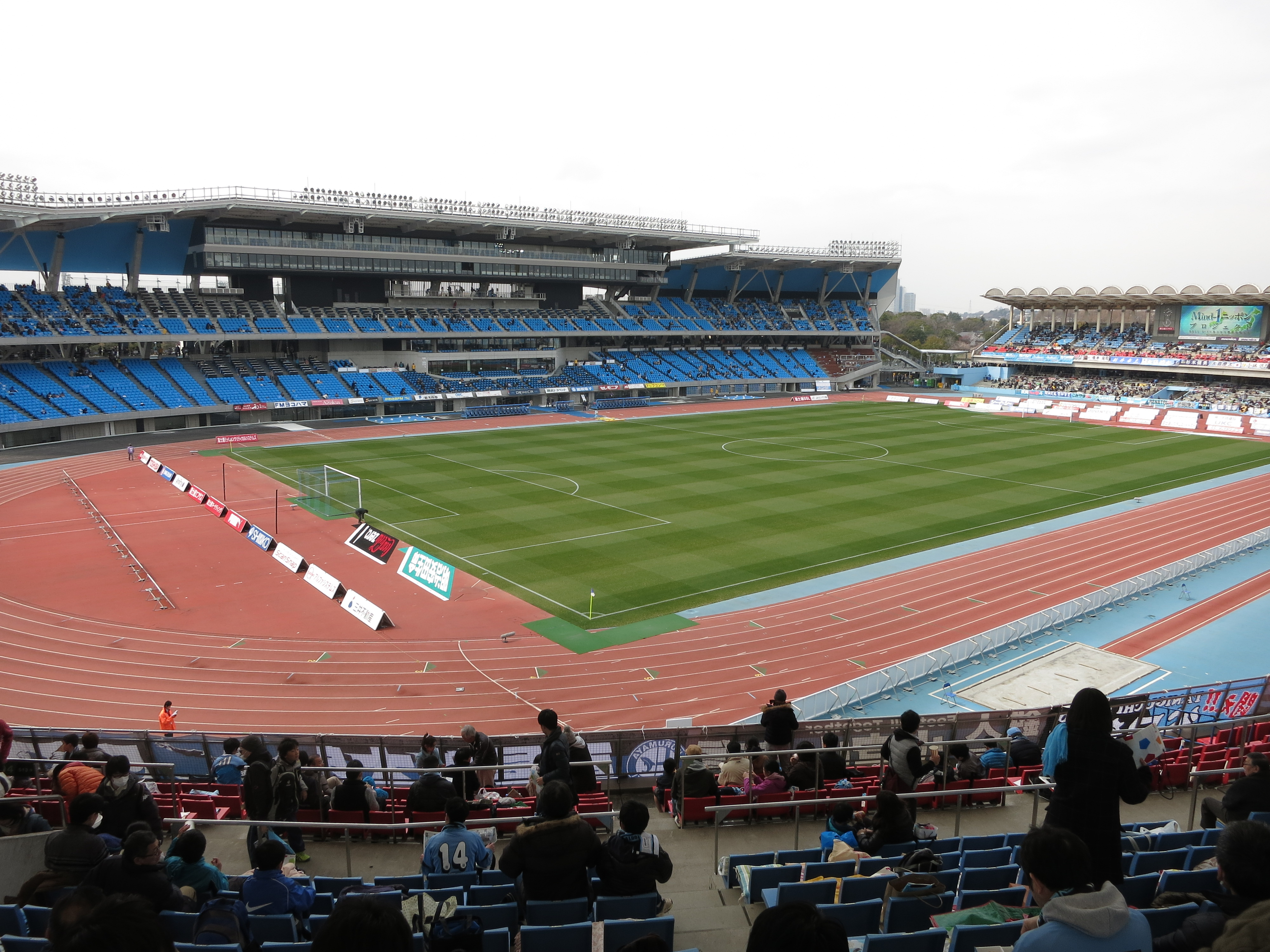
Estadio Todoroki Kawasaki.

Kawasaki Frontale disputa sus partidos como local en el Estadio Todoroki Kawasaki, con aforo para 26 232 espectadores y césped natural. Fue inaugurado en 1962 como estadio multiusos, ya que el terreno de juego está rodeado por una pista de atletismo.
El recinto se encuentra en un parque público que también alberga otras instalaciones deportivas. Al tratarse de un estadio municipal, ha sido utilizado por otros clubes locales. El más conocido de todos es el Verdy Kawasaki, que lo empleó como campo local desde 1992 hasta el 2000, cuando se mudó a Tokio para convertirse en el actual Tokyo Verdy. Otros clubes que lo han utilizado en etapa semiprofesional han sido el Toshiba S. C. —actual Hokkaido Consadole Sapporo— y el extinto Nippon Kokan S. C.

## Organigrama deportivo

### Jugadores
Entre todos los jugadores del Kawasaki Frontale de los que se tienen registros estadísticos, Kengo Nakamura es el jugador que más partidos ha disputado, un total de 523 en liga desde 2003 hasta 2020, mientras que Yū Kobayashi es el máximo goleador con 174 tantos.
A lo largo de su historia, el club ha destacado por sus aportaciones a la selección japonesa y porque sus plazas de extranjero han sido mayoritariamente para futbolistas brasileños. Frontale ha contado con cuatro vencedores del jugador más valioso de la J. League: Kengo Nakamura (2016), Yū Kobayashi (2017), Akihiro Ienaga (2018) y Leandro Damião (2021). Por sus filas han pasado también internacionales nipones como Jun'ichi Inamoto, Yoshito Ōkubo, Eiji Kawashima, Ryōta Ōshima, Shōgo Taniguchi, Ao Tanaka, Kaoru Mitoma, Reo Hatate y Miki Yamane. También surgió de su cantera Jong Tae-se, nacido en Japón pero internacional con Corea del Norte.
Entre los extranjeros que han jugado para el club, cabe destacar brasileños como Juninho, Leandro Damião, Emerson Sheik, Renatinho, Elsinho, João Schmidt y Jesiel. El surcoreano Jung Sung-ryong es el foráneo que más partidos ha jugado en el club.

### Entrenadores

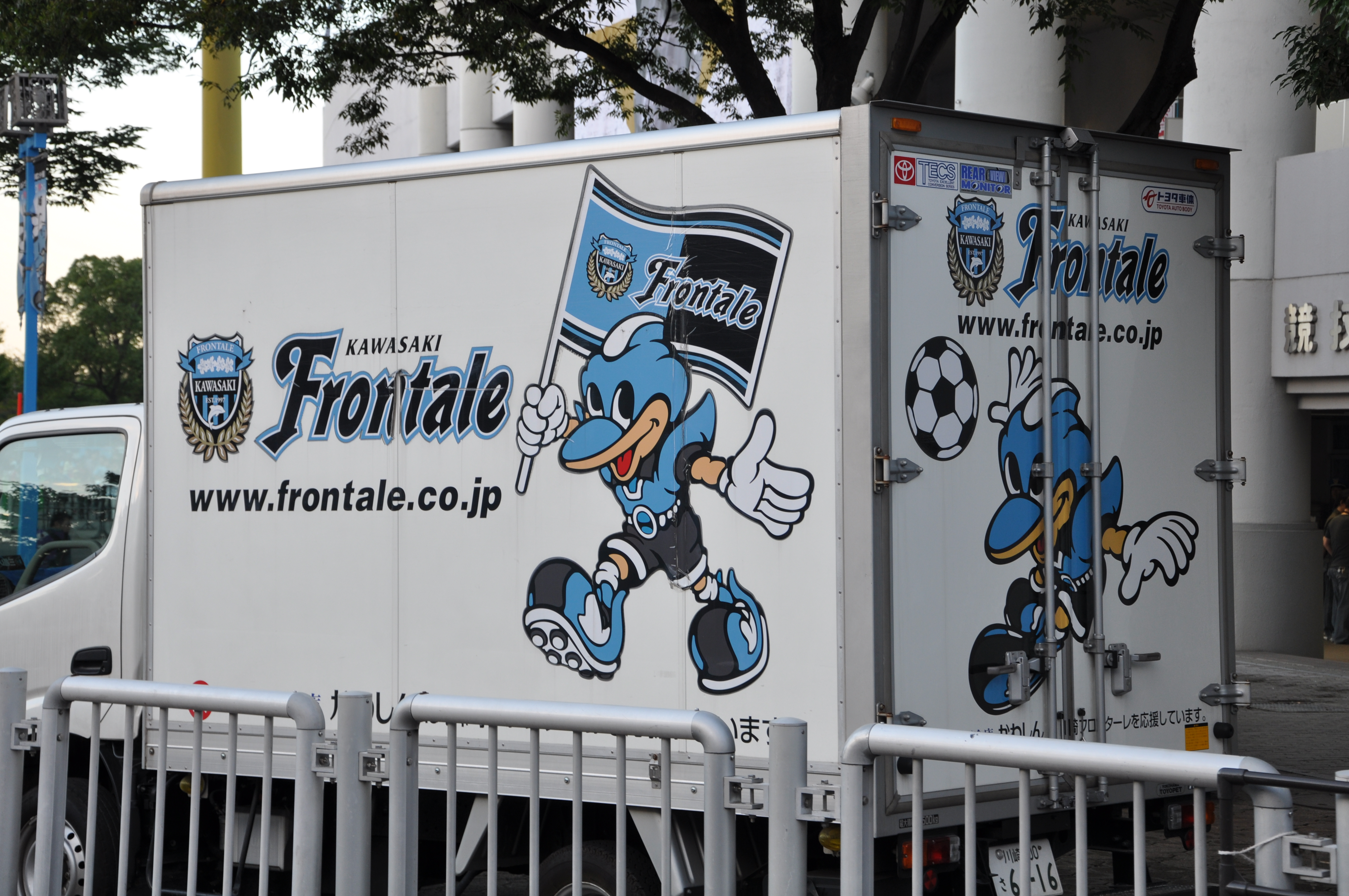
Un camión con merchandising del club.

| Entrenador        | Periodo               |
| ----------------- | --------------------- |
| Kazuo Saito       | 1997                  |
| José              | Noviembre de 1997     |
| Beto              | 1998-99               |
| Ikuo Matsumoto    | Abril de 1999         |
| Zeca              | 2000                  |
| Toshiaki Imai     | Mayo de 2000          |
| Hiroshi Kobayashi | Septiembre de 2000    |
| Yoshiharu Horii   | 2001                  |
| Nobuhiro Ishizaki | Julio 2001-03         |
| Takashi Sekizuka  | 2004-08               |
| Tsutomu Takahata  | Abril de 2008         |
| Takashi Sekizuka  | 2009                  |
| Tsutomu Takahata  | 2010                  |
| Naoki Soma        | 2011-12               |
| Tatsuya Mochizuki | Abril 2012 (Interino) |
| Yahiro Kazama     | Abril 2012-16         |
| Toru Oniki        | 2017-2024             |
| Shigetoshi Hasebe | 2025-act.             |

## Palmarés
Desde su irrupción en la J. League en 1999, Kawasaki Frontale fue protagonista en la mayoría de las ligas disputadas en la máxima categoría al conseguir varios subcampeonatos y terceros puestos. Sin embargo, hasta el 2016 el club solo había podido sumar a sus vitrinas dos títulos de segunda división. Pero la suerte del club cambió a partir de la temporada 2017, año en el cual comenzó una racha ganadora que se transformó en la etapa más exitosa en la historia de Frontale. Durante las siguientes temporadas el club conquistó cuatro J1 League, dos Copa del Emperador, tres Supercopas de Japón y una Copa J. League.
A nivel internacional Frontale ha disputado la Liga de Campeones de la AFC en once ocasiones, consiguiendo como mejor resultado el subcampeonato en la edición 2024-25. Además, el club debía disputar la Copa J.League-Sudamericana 2020, sin embargo, el torneo no se llevó a cabo debido a la pandemia de COVID-19.
En negrita las competiciones vigentes. En cursiva los logros conseguidos como Fujitsu SC.
| Torneos nacionales             | Torneos nacionales     | Torneos nacionales     |
| Competición                    | Títulos                | Subcampeonatos         |
| ------------------------------ | ---------------------- | ---------------------- |
| J1 League (4/4)                | 2017, 2018, 2020, 2021 | 2006, 2008, 2009, 2022 |
| Copa del Emperador (2/1)       | 2020, 2023             | 2016                   |
| Supercopa de Japón (3/2)       | 2019, 2021, 2024       | 2018, 2022             |
| Copa J. League (1/4)           | 2019                   | 2000, 2007, 2009, 2017 |
|                                |                        |                        |
| JSL Division 2/J2 League (3/3) | 1976, 1999, 2004       | 1974, 1980, 1998       |

| Torneos internacionales           | Torneos internacionales | Torneos internacionales |
| Competición                       | Títulos                 | Subcampeonatos          |
| --------------------------------- | ----------------------- | ----------------------- |
| Liga de Campeones de la AFC (0/1) |                         | 2024-25                 |

| Torneos regionales           | Torneos regionales | Torneos regionales |
| Competición                  | Títulos            | Subcampeonatos     |
| ---------------------------- | ------------------ | ------------------ |
| Liga regional de Kanto (1/1) | 1968               | 1967               |

### Trayectoria en J. League
| Temporada | Div. | Equipos | Pos. | Copa del Emperador | Supercopa de Japón | Copa J. League   | Liga de Campeones AFC |
| --------- | ---- | ------- | ---- | ------------------ | ------------------ | ---------------- | --------------------- |
| 1999      | J2   | 10      | 1.º  | 4.ª ronda          | No participó       | 1.ª ronda        | No participó          |
| 2000      | J1   | 16      | 16.º | 4.ª ronda          | No participó       | Subcampeón       | No participó          |
| 2001      | J2   | 12      | 7.º  | Semifinales        | No participó       | Cuartos de final | No participó          |
| 2002      | J2   | 12      | 4.º  | Cuartos de final   | No participó       | No participó     | No participó          |
| 2003      | J2   | 12      | 3.º  | 4.ª ronda          | No participó       | No participó     | No participó          |
| 2004      | J2   | 12      | 1.º  | 5.ª ronda          | No participó       | No participó     | No participó          |
| 2005      | J1   | 18      | 8.º  | Cuartos de final   | No participó       | Fase de grupos   | No participó          |
| 2006      | J1   | 18      | 2.º  | 5.ª ronda          | No participó       | Semifinales      | No participó          |
| 2007      | J1   | 18      | 5.º  | Semifinales        | No participó       | Subcampeón       | Cuartos de final      |
| 2008      | J1   | 18      | 2.º  | 5.ª ronda          | No participó       | Fase de grupos   | No participó          |
| 2009      | J1   | 18      | 2.º  | Cuartos de final   | No participó       | Subcampeón       | Cuartos de final      |
| 2010      | J1   | 18      | 5.º  | 4.ª ronda          | No participó       | Semifinales      | Fase de grupos        |
| 2011      | J1   | 18      | 11.º | 4.ª ronda          | No participó       | 2.ª ronda        | No participó          |
| 2012      | J1   | 18      | 8.º  | 4.ª ronda          | No participó       | Fase de grupos   | No participó          |
| 2013      | J1   | 18      | 3.º  | Cuartos de final   | No participó       | Semifinales      | No participó          |
| 2014      | J1   | 18      | 6.º  | 3.ª ronda          | No participó       | Semifinales      | Octavos de final      |
| 2015      | J1   | 18      | 6.º  | Octavos de final   | No participó       | Fase de grupos   | No participó          |
| 2016      | J1   | 18      | 3.º  | Subcampeón         | No participó       | Fase de grupos   | No participó          |
| 2017      | J1   | 18      | 1.º  | Cuartos de final   | No participó       | Subcampeón       | Cuartos de final      |
| 2018      | J1   | 18      | 1.º  | Cuartos de final   | Subcampeón         | Cuartos de final | Fase de grupos        |
| 2019      | J1   | 18      | 4.º  | Octavos de final   | Campeón            | Campeón          | Fase de grupos        |
| 2020      | J1   | 18      | 1.º  | Campeón            | No participó       | Semifinales      | No participó          |
| 2021      | J1   | 20      | 1.º  | Semifinales        | Campeón            | Cuartos de final | Octavos de final      |
| 2022      | J1   | 18      | 2.º  | 3.ª ronda          | Subcampeón         | Cuartos de final | Fase de grupos        |
| 2023      | J1   | 18      | 8.º  | Campeón            | No participó       | Fase de grupos   | Octavos de final      |
| 2024      | J1   | 20      | 8.º  | 3.ª ronda          | Campeón            | Semifinales      | Subcampeón            |

### Estadísticas en torneos internacionales

#### Liga de Campeones de la AFC
| Temporada | PJ | PG | PE | PP | GF  | GC | Dif. | Puntos | Ronda            |
| --------- | -- | -- | -- | -- | --- | -- | ---- | ------ | ---------------- |
| 2007      | 8  | 5  | 3  | 0  | 15  | 4  | +11  | 18     | Cuartos de final |
| 2009      | 9  | 5  | 1  | 3  | 16  | 13 | +3   | 16     | Cuartos de final |
| 2010      | 6  | 2  | 0  | 4  | 8   | 8  | 0    | 6      | Fase de grupos   |
| 2014      | 8  | 5  | 0  | 3  | 11  | 9  | +2   | 15     | Octavos de final |
| 2017      | 10 | 5  | 4  | 1  | 19  | 10 | +9   | 19     | Cuartos de final |
| 2018      | 6  | 0  | 3  | 3  | 6   | 9  | -3   | 3      | Fase de grupos   |
| 2019      | 6  | 2  | 2  | 2  | 9   | 6  | +3   | 8      | Fase de grupos   |
| 2021      | 7  | 6  | 1  | 0  | 27  | 3  | +24  | 19     | Octavos de final |
| 2022      | 6  | 3  | 2  | 1  | 17  | 4  | +13  | 11     | Fase de grupos   |
| Total     | 66 | 33 | 16 | 17 | 128 | 66 | +62  | 115    | 0 títulos        |

## Símbolos

### Escudo

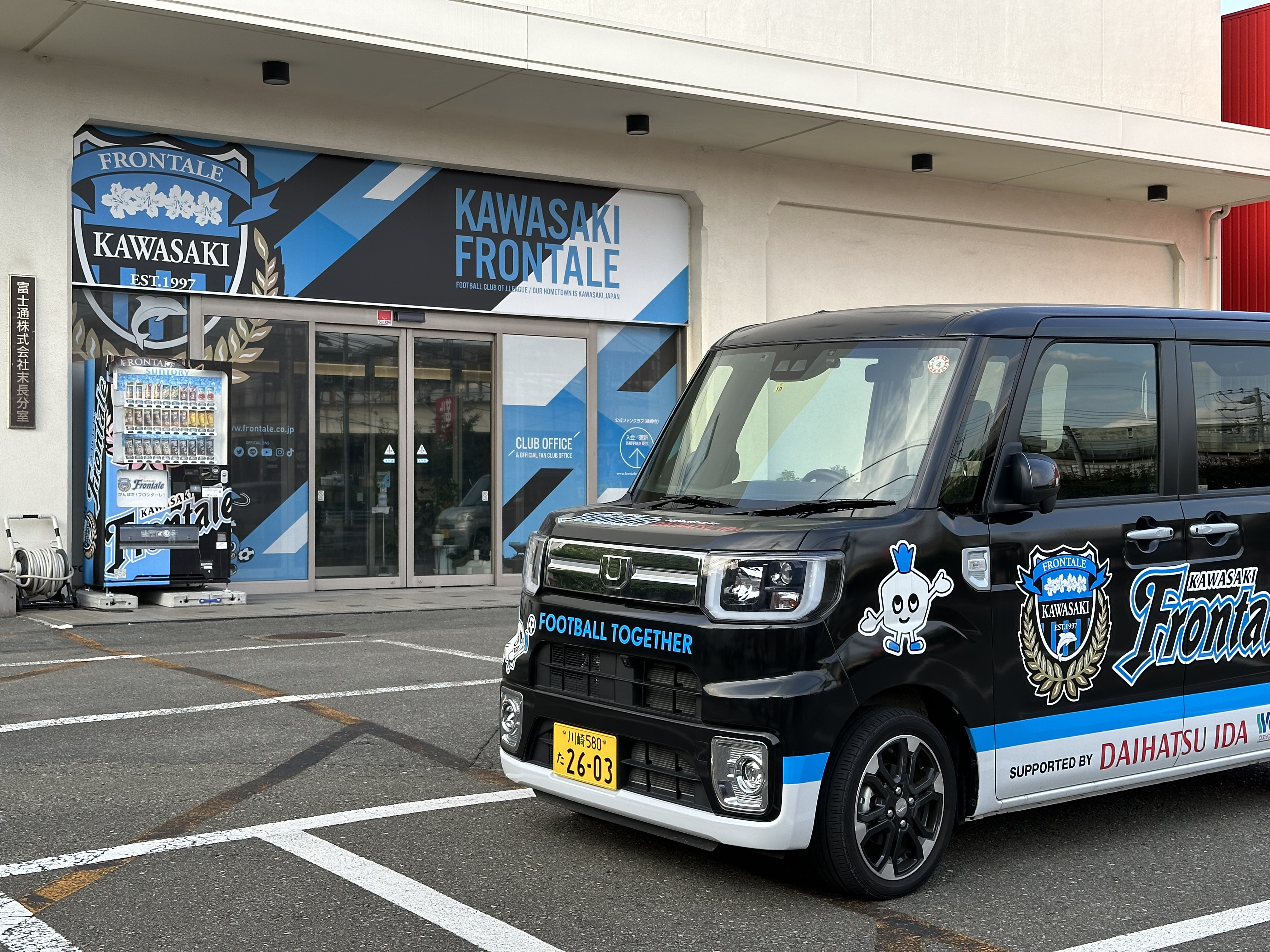
Oficinas del Kawasaki Frontale con el escudo del club.

El escudo de Kawasaki Frontale fue adoptado en el 2000. En la parte superior figura una banda con el nombre «Frontale» en letras mayúsculas, mientras que en el interior predominan los colores blanco, azul y negro con cuatro azaleas —la planta local—, el nombre de la ciudad, el año de fundación y un delfín. El escudo está adornado con una corona triunfal dorada en la parte inferior.
Los colores sociales del club están ligados al acuerdo de colaboración firmado en 1997 con el Grêmio de Porto Alegre, un equipo de fútbol brasileño, por el cual recibirían ayuda y jugadores para establecer un club profesional. Entre 1997 y 1999 el escudo del equipo era idéntico al de Grêmio, pero con inscripciones relativas a la entidad japonesa.

### Mascota

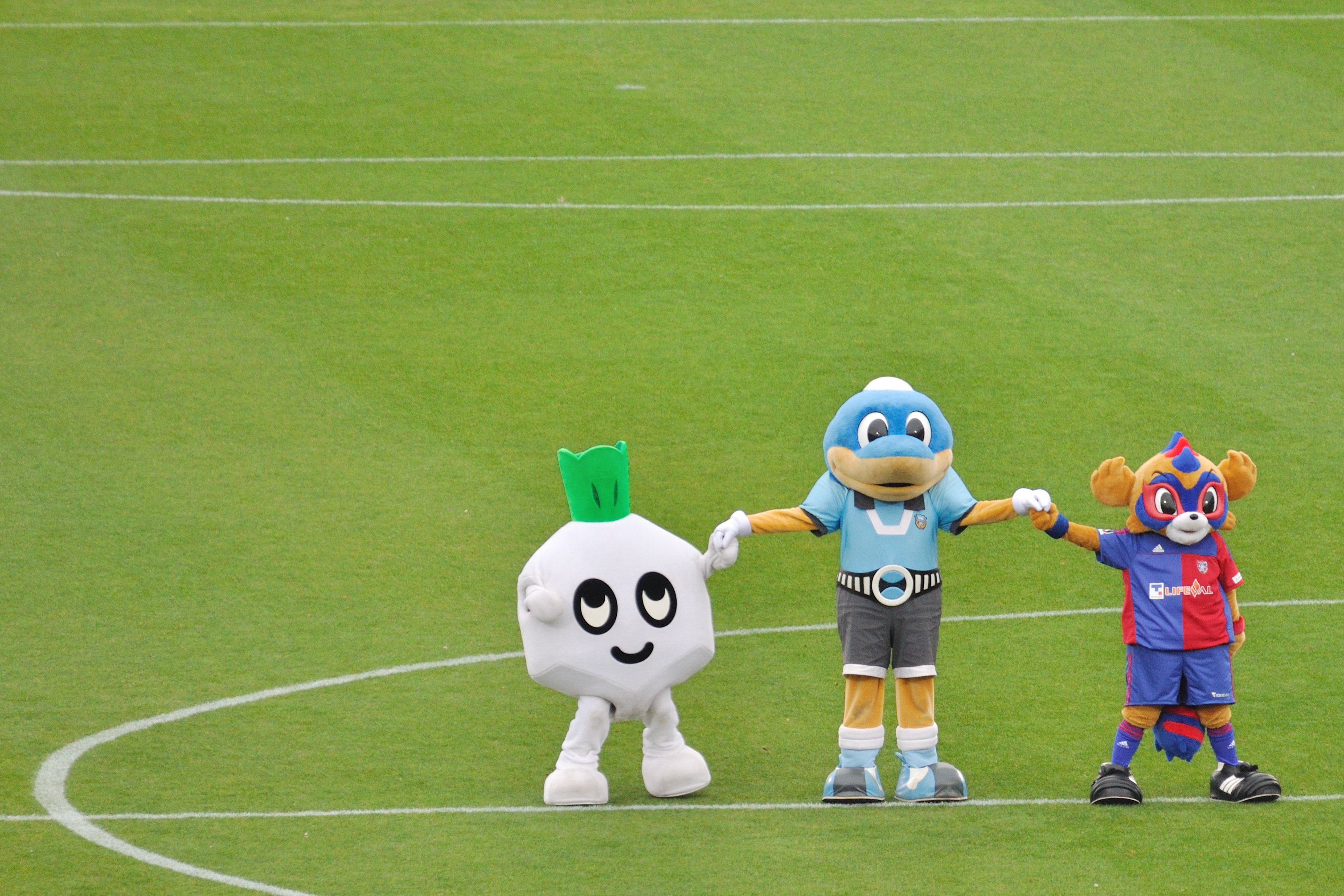
Cabrera y Fronta, las dos mascotas de Kawasaki Frontale, junto con la mascota del F. C. Tokyo.

El equipo tiene dos mascotas. En 1999 se presentó la principal, Fronta (ふろん太 Furonta?), un delfín guerrero que simboliza la cercanía de Kawasaki con la costa. En 2014 se introdujo una nueva, Cabrera (カブレラ Kaburera?), con forma de rábano blanco de estética kawaii y más orientada a la promoción del equipo en redes sociales.

### Rivalidades
En el plano deportivo el equipo mantiene rivalidad con el Football Club Tokyo, con el que disputa el llamado «Clásico de Tamagawa» en referencia al río Tama que divide las prefecturas de Tokio y Kanagawa. Ambos clubes formaron parte de la temporada inaugural de la J2 League 1999 y han mantenido duelos en la máxima categoría desde 2005. Otro duelo importante es con el Yokohama F. Marinos, conocido en este caso como «Derbi de Kanagawa».
Aunque no exista rivalidad entre ellos, el Tokyo Verdy estuvo asentado en Kawasaki desde 1969 hasta 2001 y compartió estadio con el Frontale durante dos temporadas. Ambas entidades seguían modelos distintos: mientras Verdy Kawasaki aspiraba a captar apoyos en todo el país, Kawasaki Frontale apostó por campañas centradas en la comunidad. Finalmente el Verdy se trasladó a Tokio en 2001 y el Frontale se convirtió en el único equipo representativo de la ciudad.